# 麦克维伊大火
麦克维伊大火（英語：McVey Fire）是1939年7月发生在美国南达科他州黑山的一场野火。它烧毁了20,729英畝（8,389公頃）的土地，是黑山历史上最大的火灾之一。大火发生后，美国国家森林局（USFS）意外地在着火痕迹内种植了数千英亩的非本地树种西黄松。2022年，USFS开始更换树木。

## 事件
大火始于1939年7月10日，在南达科他州黑山西北约7英里（11）处。附近工作的两名伐木工注意到了大火，试图将其扑灭但未果，面对不断蔓延的火势，他们选择逃离以躲避；最初怀疑是他们纵火，但后来两人洗清了罪名。大火起因在后来被认定为雷击。
在最初的9个小时内，火势已蔓延1,600英畝（650公頃），消防员开始进行控管烧除。然而，7月11日晚上11点左右风向发生变化，大火从控管线尚未烧毁的空隙中蔓延开来。在最严重的时候，火势以每小时2,900英畝（1,200公頃）的速度蔓延。火势蔓延至树冠，难以控制。7月12日，火势得到控制；当日上午9点15分，在火势周边实施控管烧除后，火势很快熄灭。
约有1755人参与了灭火工作。当时，黑山几乎所有的平民保育团（CCC）成员都被征召以协助扑灭麦克维大火。其他消防员从大角羊国家森林和肖肖尼国家森林赶来，还有一辆消防车从丹佛赶来。

## 影响
麦克维伊大火烧毁的具体面积尚有争议。各种消息来源估计烧毁面积约为20,000至22,000英畝（8,100至8,900公頃）。美国国家森林局（USFS）列出的官方总数为20,729英畝（8,389公頃）。它仍然是黑山历史上有记录的最大火灾之一。这是自1931年罗奇福德大火（Rochford Fire）以来该地区发生的最大火灾。大火烧毁了18,838英畝（7,623公頃）的幼树和1220万板英尺的木材。此外，还有17间小屋被烧毁，100头牛被烧死。麦克维伊大火发生后，政府通过了一项法律，限制明火并对违法行为施以处罚。

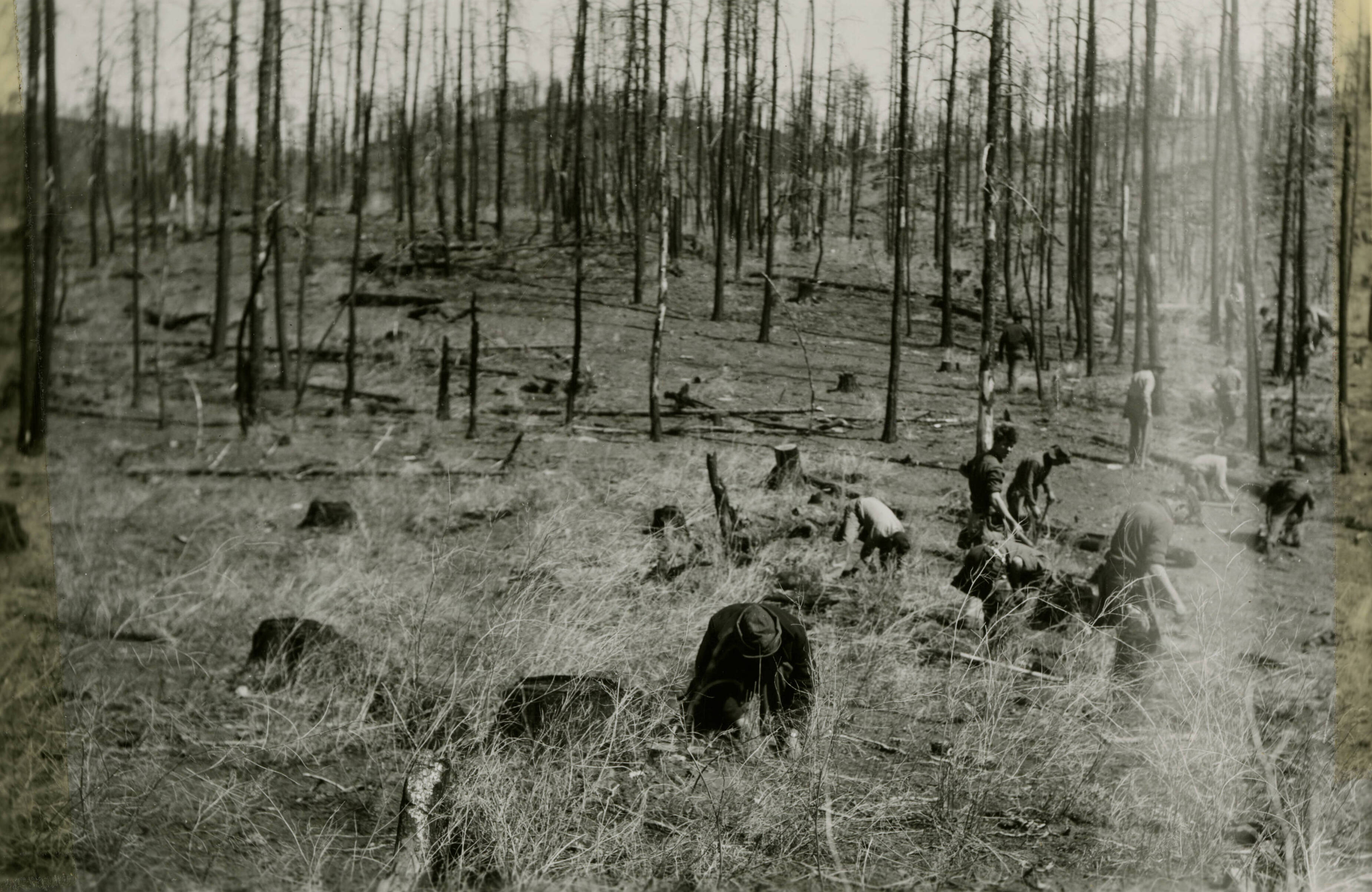
CCC工人在麦克维伊着火痕迹内重新种植种子，1942年

火灾发生后不久，USFS在CCC的帮助下开始种植西黄松幼苗来填补着火痕迹。这些种子是从黑山国家森林的其他地方以及哈尼国家森林收集的。截止1940年1月1日，着火痕迹区域的4,000英畝（1,600公頃）土地上已种植了6,500英磅（2,900）的种子。然而，后来的测试表明，种植的树木并非该地区的本土亚种。与当地的黑山松不同，新种植的西黄松不会掉落枯枝，生长迟缓，而且更容易患病。由于这些树木增加了引发森林火灾的风险，USFS于2019年开始制定计划，移除树枝，最终砍掉非本地树种，用本地树种取而代之。这项被称为“阿尔特弥斯修复工程”（Artemis Restoration Project）的项目于2022年启动，重新种植8,000至10,000英畝（3,200至4,000公頃）的森林。
大火发生后的几年里，该地区的生物多样性有所增加。草地取代了曾经的森林，并长满了茂密的植被，包括颤杨树、北美稠李和其他果树。这些植被在恶劣天气期间为当地野生动物种群提供了支持，例如1949年的一场暴风雪，当时鹿群没有其他天然食物来源，被困在暴风雪中。1979年，美国国家森林局（USFS）宣布了一项野生动物管理计划，涵盖包括着火痕迹在内的42,000英畝（17,000公頃）土地，重点是优先考虑这片土地对野生动物的支持。2010年，一项对生活在着火痕迹区域内的白尾鹿的研究发现，这些鹿的冬季存活率高于生活在该区域以外的鹿。